# Verhandelingen van het Koninklijk Instituut voor Taal-, Land- en Volkenkunde
Die Verhandelingen van het Koninklijk Instituut voor Taal-, Land- en Volkenkunde (Abk. VKI; Abhandlungen des Königlichen Instituts für Sprachen-, Länder- und Völkerkunde) sind eine 1938 gegründete niederländische, anfangs schwerpunktmäßig sprachwissenschaftliche, geographische und ethnologische Reihe wissenschaftlicher Monographien und Sammelbände, in der bislang über 300 Bände veröffentlicht wurden.

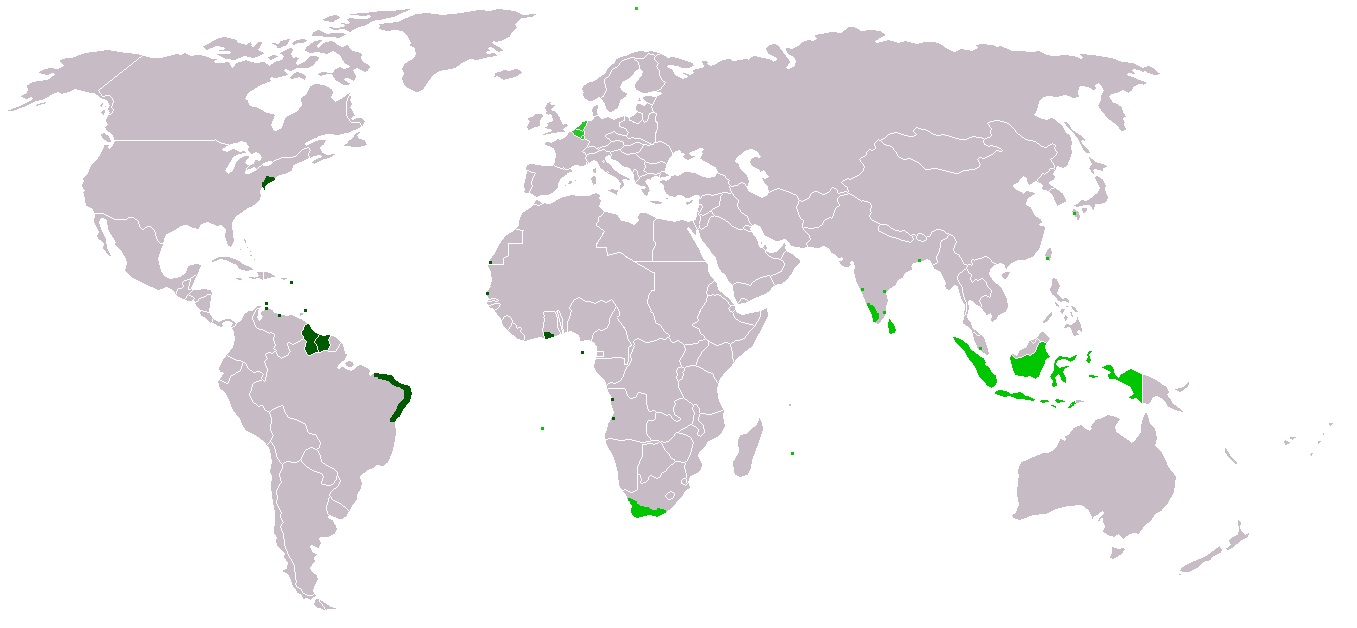
Karte mit Gebieten, die zum niederländischen Kolonialreich gehörten (dunkelgrün: Besitzungen der Niederländischen Westindien-Kompanie, hellgrün: Besitzungen der Niederländischen Ostindien-Kompanie)

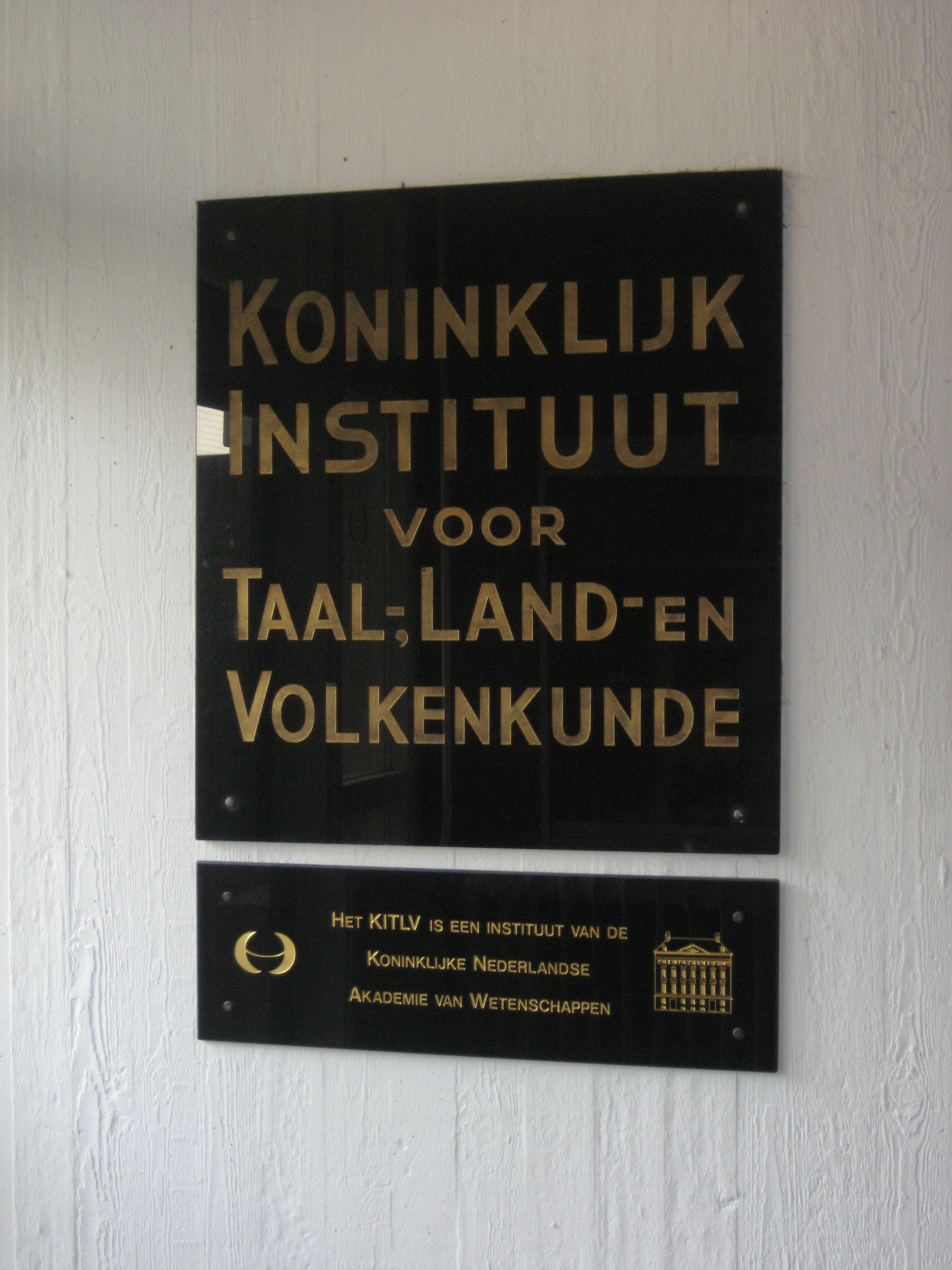
Namenstafel des KITLV

## Kurzeinführung
Die Bände sind  überwiegend auf Niederländisch und Englisch verfasst, einige auch auf Deutsch. Herausgeber sind R.M.A.L. Hoefte und David Kloos. Zahlreiche international renommierte Wissenschaftler haben zu der Reihe beigetragen. Es ist dem Verlag zufolge die am längsten laufende Reihe von Monographien und Sammelbänden zu den Geistes- und Sozialwissenschaften Südostasiens und insbesondere Indonesiens. Die Veröffentlichungen umfassen Klassiker ihres Fachgebiets sowie aktuelle moderne Wissenschaft. Heute liegen den Verlagsangaben zufolge die Schwerpunkte der Herausgeber auf Geschichte und Politik, Archäologie, Anthropologie und Urbanistik, Medien und Populärkultur sowie Literatur und Linguistik. Zwei Unterreihen – „Power and Place“ und „Southeast Asia Mediated“ – konzentrieren sich jeweils auf lokale Politik sowie Medien und Populärkultur.
Die folgende Übersicht erhebt keinen Anspruch auf Aktualität oder Vollständigkeit (Nr./Titel/Verfasser (Jahr)):

## Bände (Auswahl)
- 1. De Factorij der Oostindische Compagnie te Patani. H. Terpstra. 1938 (Die Fabrik der Ostindien-Kompanie in Pattani)
- 2. De Val van Sora. E.J. van den Berg. 1939 (Soras Fall)
- 3. Oost-Soemba: Een volkenkundige studie. Christiaan Nooteboom. 1940
- 4. De vestiging der Nederlanders ter kuste Malabar. M. Antoinette P. Roelofsz. 1943
- 5. Over de Gewoonten en Gebruiken der Soendaneezen. Hadji Hasan Moestapa. 1946  (Über die Sitten und Gebräuche der Sundanesen)
- 6. Banggaisch Adatrecht. J.J. Dormeier. 1947 (Banggaisches Adatrecht)
- 7. De Kraton van Majapahit. W.F. Stutterheim. 1948 (Der Kraton von Majapahit)
- 8. Loetoeng Kasaroeng: Een Mythologisch Verhaal uit West Java. F.S. Eringa. 1949 (Loetoeng Kasaroeng: Eine mythologische Geschichte aus West-Java)
- 9. Hariwaṅśa: Tekst en critisch apparaat / Vertaling en aantekeningen. A. Teeuw. 1950
- 10. Proeve van een Bulische spraakkunst. G. Maan. 1951
- 11. The Wolio Language: Outline of Grammatical Description and Texts. J.C. Anceaux. 1938 (Die Wolio-Sprache: Übersicht über die grammatikalische Beschreibung und die Texte)
- 12. Het passieve werkwoord in de Indonesische talen. J. Wils. 1952
- 13. Awal Kebangkitan Mataram: Masa Pemerintahan Senopati. H.J. de Graaf. 1954 (Der Beginn des Aufstiegs von Mataram: Die Zeit der Regierung von Senapati)
- 14. Raffles' Ideas on the Land Rent System in Java and the Mackenzie Land Tenure Commission. John Bastin. 1954 (Raffles' Ideen zum Landpachtsystem auf Java und die Mackenzie Land Tenure Commission)
- 15. Nineteenth-Century Borneo: A Study in Diplomatic Rivalry. Graham Irwin. 1955 (Borneo im 19. Jahrhundert: Eine Studie über diplomatische Rivalität)
- 16. The Old Javanese Ramayana Kakawin. Christiaan Hooykaas. 1955 (Das altjavanische Kakawin Ramayana)
- 17. Kana Sera, zang der zwangerschap P. Donatus Dunselman. 1955
- 18. Een 16de eeuwse Maleise vertaling van de Burda van al-Būṣīrī: Arabisch lofdicht op Mohammad. Uitgegeven en vertaald door G. W. J. Drewes. 1955
- 19. Commentaar op de Salasilah van Koetai. W. Kern. 1956 (Kommentar zum Salasilah Kutai)
- 20. Waropense teksten (Geelvinkbaai, Noord Nieuw-Guinea). Verzameld en vertaald door G. J. Held. 1956
- 21. The Stone Age of Indonesia. H.R. van Heekeren. 1957 (Die Steinzeit Indonesiens)
- 22. The Bronze-Iron Age of Indonesia. H.R. van Heekeren. 1958 (Die Bronze-Eisen-Zeit in Indonesien)
- 23. Puncak Kekuasaan Mataram: Politik Ekspansi Sultan Agung. H.J. de Graaf. 1958
- 24. Adat Atjeh. Gerardus W.J. Drewes. 1958 (Adat Aceh)
- 25. Lombok: Een Dialect-Geografische Studie. A. Teeuw (Lombok: Eine dialektgeografische Studie)
- 26. De Hikajat Atjeh. Teuku Iskandar. 1958 (Das Hikayat Aceh)
- 27. The First Contest for Singapore 1819–1824. Harry J. Marks. 1959
- 28. De Betekenis van het Mohammedaanse Recht in het Hedendaagse Egypte. J. Brugman. 1960 (Die Bedeutung des mohammedanischen Rechts im heutigen Ägypten)
- 29. Aantekeningen Bij Tjan Tjoe Siem's Vertaling van de Lakon Kurupati Rabi. E.M. Uhlenbeck. 1960
- 30. De Systematiek der Javaanse Pronomina. E.M. Uhlenbeck. 1960 (Die Systematik der javanischen Pronomina)
- 31. The Dutch East India Company and Mysore, 1762–1790. Jan Van Lohuizen. 1958
- 32. An Outline of the Recent History of Indonesian Criminal Law. Han Bing Sion.g 1961
- 33. Disintegrasi Mataram Di Bawah Mangkurat I. H.J. de Graaf. 1961
- 34. A Grammar of Lower Grand Valley Dani. H. Myron Bromley. 1961
- 35. The Linguistic Situation in the Islands of Yapen, Kurudu, Nau and Miosnum, New Guinea. J. C. Aanceaux. 1961
- 36. De Biografie van een Minangkabausen Peperhandelaar in de Lampongs. Gerardus W.J. Drewes. 1961
- 37. Etnografie van de Kaowerawédj (Centraal Nieuw-Guinea). J. P. K. van Eechoud. 1962
- 38. Jan Company in Coromandel 1605–1690: A Study in the Interrelations of European Commerce and Traditional Economies. Tapan Raychaudhuri. 1961
- 39. Runtuhnya Istana Mataram. H.J. de Graaf. 1962
- 40. Sja'ir Perang Mengkasar: The Rhymed Chronicle of the Macassar War. Enci’ Amin. 1963
- 41. Van isolatie naar integratie: De Surinaamse Marrons en hun afstammelingen. Officiële documenten betreffende de Djoeka's (1845–1863). Silvia W. de Groot. 1963
- 42. Drie Asmat-dialecten. P. Drabbe. 1963
- 43. De Uma-taal (West Midden-Celebes): Spraakkunstige schets en teksten. S. J. Esser. 1964
- 44. The Nimboran Language: Phonology and Morphology. J.C. Anceaux. 1965
- 45. The Merok Feast of the Sa'dan Toradja. H. van der Veen. 1965
- 46. The Flamingo Bay Dialect of the Asmat Language. C. L. Voorhoeve. 1965
- 47. Grammar of the Sentani Language: With Specimen Texts and Vocabulary. H. K. J. Cowan. 1965
- 48. Outline of Dani Morphology. P.A.M. van der Stap. 1966
- 49. The Sa'dan Toradja Chant for the Deceased. H. van der Veen. 1984
- 50. Pemberontakan Petani Banten 1888. Sartono Kartodirdjo. 1966
- 51. Der Totenkult der Ngadju Dajak in Süd-Borneo. Mythen zum Totenkult und die Texte zum Tantolak Matei (2 Bände). Hans Schärer. 1966
- 52. Francisco Vieira de Figueiredo: Portuguese Merchant-Adventurer in South East Asia, 1624–1667. Charles Ralph Boxer. 1967
- 53. Music in New Guinea: Three Studies. Jaap Kunst. 1967
- 54. On the Old-Javanese Cantakaparwa and Its Tale of Sutasoma. Jacob Ensink
- 55. The Carib Language: Phonology, Morphonology, Morphology, Texts and Word Index. B. J. Hoff. 1968
- 56. Ekagi-Dutch-English-Indonesian Dictionary. J. Steltenpool. 1969
- 57. Government in Wanggulam. A. Ploeg. 1969
- 58. A Subgrouping of Nine Philippine Languages. Teodoro A. Llamzon. Preface by J. C. Anceaux. 1969
- 59. Pergumulan Islam di Indonesia 1945–1970. B.J. Boland. 1971
- 60. The Political System of the Atoni of Timor. H. G. Schulte Nordholt. 1971
- 61. The Stone Age of Indonesia: 2nd Revised Edition. H. R. van Heekeren. With a contribution by R. P. Soejono. 1972
- 62. The Khilafat movement in India, 1919–1924. A.C. Niemeijer. 1972 (Die Khilafat-Bewegung in Indien, 1919–1924)
- 63. Chairil Anwar: The poet and his language. Boen Sri Oemarjati. 1972 (Chairil Anwar: Der Dichter und seine Sprache)
- 64. Life at Maripaston. Johannes King. Hers. von H. F. de Ziel. 1973
- 65. The Demographic Evolution of Surinam 1920–1970: A Socio-Demographic Analysis. H. E. Lamur. 1973
- 66. Cultuur als antwoord. Louis Onvlee. 1973 (Kultur als Antwort)
- 69. Kerajaan Islam Pertama di Jawa: Tinjauan Sejarah Abad XV dan XVI. H.J. de Graaf. 1974
- 70. Islamic states in Java 1500–1700, A Summary, Bibliography and Index: Eight Dutch Books and Articles. H.J. de Graaf. Theodoor Gautier Thomas Pigeaud. 1976 (Islamische Staaten in Java 1500–1700, Zusammenfassung, Bibliographie und Index: Acht niederländische Bücher und Artikel)
- 71. The Family System of the Paramaribo Creoles. Willem F. L. Buschkens. Translated by Maria J.L. van Yperen. 1974
- 72. Het Sultanaat Palembang 1811–1825. M.O. Woelders. 1975 (Das Sultanat Palembang 1811–1825)
- 73. The reconstruction of Proto-Malayo-Javanic. Bernd Nothofer. 1975
- 74. Explorations in the Anthropology of Religion: Essays in Honour of Jan van Baal. Wouter van Beek. 1975
- 75. The Logic of the Laws: A Structural Analysis of Malay Language Legal Codes from Bengkulu. David S. Moyer. 1975
- 76. Curacao and Guzman Blanco: a case study of small power politics in the Caribbean. Cornelis Ch. Goslinga. 1974
- 77. Male and Female and the Afro-Curaçaoan Household. A.F. Marks. 1976
- 79. De slimme en de domme: Ngadju-Dajakse volksverhalen. A. Klokke-Coster. 1976
- 81. Directions for Travellers on the Mystic Path. Gerardus W.J. Drewes. 1977
- 82. Mengikuti Jejak Leijdecker jilid 2 : (1900–1970): Satu Setengah Abad Penerjemahan Alkitab dan Penelitian Bahasa-bahasa Nusantara. J.L. Swellengrebel. 1978
- 83. Nuaulu Settlement and Ecology: An Approach to the Environmental Relations of an Eastern Indonesian Community. Roy F. Ellen. 1978
- 84. Toean Keboen dan Petani: Politik Kolonial dan Perjuangan Agraria. Karl J. Pelzer. 1978
- 85. Overleveringen En Zangen Der Zuid-Toradja's. H. van der Veen. 1979
- 86. Property in Social Continuity: Continuity and Change in the Maintenance of Property Relationships through Time in Minangkabau, West Sumatra. Franz von Benda-Beckmann. 1979
- 87. The Sa'dan-Toraja: A Study of Their Social Life and Religion. I: Organization, Symbol and Beliefs. Hetty Nooy-Palm. 1979
- 88. Javanese Literature Since Independence. J. J. Ras. 1979 (Javanische Literatur seit der Unabhängigkeit)
- 89. Man, Meaning and History: Essays in Honour of H.G. Schulte Nordholt. Reimar Schefold. 1980
- 90. Bima Swarga in Balinese Wayang. H.I.R. Hinzler. 1981
- 91. Warisan Arung Palakka: Sejarah Sulawesi Selatan Abad ke-17. Leonard Y. Andaya. 1981
- 92. Head Hunters about Themselves: An Ethnographic Report from Irian Jaya, Indonesia. Jan Boelaars. 1981
- 93. Rindi: An Ethnographic Study of a Traditional Domain in Eastern Sumba. Gregory L. Forth. 1981
- 94. Darul Islam: Sebuah Pemberontakan. Kees van Dijk. 1981
- 95. Symbolic Anthropology in the Netherlands. P.E. de Josselin de Jong. 1982
- 96. Komodo: Het eiland, het volk en de taal. Jilis A. J. Verheijden. 1982
- 97. Sengketa Agraria: Pengusaha Perkebunan Melawan Petani. Karl J. Pelzer. 1982
- 98. Migration and Its Alternatives among the Iban of Sarawak. Christine Padoch. 1982
- 99. Jan Verschueren’s Description of Yéi-Nan Culture: Extracted From the Posthumous Papers. J. van Baal. 1982
- 100. In het land van de overheerser II: Antillianen en Surinamers in Nederland, 1634/1667–1954. Gert Oostindie. 1986
- 101. Penguasaan Tanah dan Tenaga Kerja: Jawa di Masa Kolonial. Jan Breman. 1983 ·
- 103. Unity in Diversity: Indonesia As a Field of Anthropological Study. P.E. de Josselin de Jong. 1984
- 105. De Kebar 1855–1980: Sociale Structuur en Religie in de Vogelkop van West Nieuw Guinea. Jelle Miedema. 1984
- 107. Early Tenth Century Java from the Inscriptions: A Study of Economic, Social, and Administrative Conditions in the First Quarter of the Century. Antoinette M. Barrett Jones. 1984
- 108. The Maloh of West Kalimantan: An Ethnographic Study of Social Inequality and Social Change among An Indonesian Borneo People. Victor T. King. 1985
- 109. Sociale Veranderingen in Bengkulu. J.J.J.M. Wuisman. 1985
- 111. Overwicht in Overleg. C. Ch. Van Den Haspel. 1985
- 115. Cultural Contact and Textual Interpretation. C.D. Grijns. 1986
- 118 The Sa’dan-Toraja: A Study of Their Social Life and Religion. Hetty Nooy-Palm. 2014
- 119. Buren in de koloniale tijd: de Philippijnen onder Amerikaans bewind en de Nederlandse, Indische en Indonesische reacties daarop, 1898–1942. Nicolaas Bootsma. 1986
- 120. Pre-Capitalism and Cosmology: Description and Analysis of the Meybrat Fishery and Kain Timur Complex. Jelle Miedema. 1986
- 121. A Men of Indonesian Letters. Stuart O. Robson. 1986
- 123. Menjinakkan Sang Kuli: Politik Kolonial pada Awal Abad ke-20. Jan Breman. 1987
- 126. Sahu-Indonesian-English Dictionary and Sahu Grammar Sketch. Leontine E. Visser. 1987
- 127. Indonesian Women in Focus. Elsbeth Locher-Scholten. 1992
- 128. Wörterbuch Der Priestersprache Der Ngaju-Dayak. Martin Baier. 1987
- 129. Bima en Sumbawa : Bijdragen tot de Geschiedenis van de Sultanaten Bima en Sumbawa. J. Noorduyn. 1987
- 130. Wetan Fieldnotes. J P B Josselin De Jong. 1987
- 132. Madura dalam Empat Zaman: Pedagang, Perkembangan Ekonomi, dan Islam. Huub de Jonge. 1988
- 133. Penyempurnaan Ejaan: Pembahasan dan Pembaharuan Ejaan di Indonesia dan Malaysia 1900–1972. Lars S. Viker. 1988
- 138. Circles of kings: Political dynamics in early continental Southeast Asia. Renée Hagesteijn
- 139. A Grammar of the Muna Language. Rene van den Berg. 1989
- 140. Sundanese Music in the Cianjuran Style: Anthropological and Musicological Aspects of Tembang Sunda. Wim van Zanten. 1989
- 141. Een Haan in Oorlog. Roger Tol. 1990 *142. The Symbolic System of the Giman of South Halmahera. Dirk Teljeur. 1989
- 143. Nationalists, Soldiers and Separatists: The Ambonese Islands from Colonialism to Revolt, 1880–1950.  Richard Chauvel. 2008
- 146. State and Society in Bali. Hildred Geertz. 1991
- 147. Excursies in Celebes. Dirk Teljeur. 1991
- 148. Novel Berbahasa Jawa. George Quinn. 1992
- 150. Sistem Tanam Paksa di Jawa. Robert van Niel. 1992
- 151. The Morphology of Wambon of the Irian Jaya Upper Digul Area: With An Introduction to Its Phonology. Lourens De Vries. 1992
- 152. Women and Mediation in Indonesia. Sita van Bemmelen. 1992
- 154. Islanders of the South. Paul van der Grijp. 1993
- 155. Seni Tari Jawa: Tradisi Surakarta dan Peristilahannya. Clara Brakel-Papenhuijzen. 1995
- 157. Gentle Janus, Merchant Prince: The VOC and the Tightrope of Diplomacy in the Malay World, 1740–1800. Reinout Vos. 1993
- 160. Pengarcaan Ganesa Masa Kadiri dan Sinhasari: Sebuah Tinjauan Sejarah Kesenian. Edi Sedyawati. 1994
- 161. Kesultanan Sumatra dan Negara Kolonial: Hubungan Jambi – Batavia (1830–1907) dan Bangkitnya Imperialisme Belanda. Elsbeth Locher-Scholten. 1994 ·
- 162. Perang Cina dan Runtuhnya Negara Jawa 1725–1743. Willem Remmelink. 1994
- 164. Keraton dan Kompeni: Surakarta dan Yogyakarta, 1830–1870. Vincent J.H. Houben. 1995
- 165 Ancient Indonesian Sculpture. Marijke J. Klokke. 1994
- 167. Roaming Through Seductive Gardens. G.L. Koster. 1995
- 168. Nationalism And Regionalism In A Colonial Context: Minahasa In The Dutch East Indies. David Henley. 1996
- 169. Desawarnana: Nagarakrtagama. Mpu Prapanca
- 170. The Spell Of Power: A History Of Balinese Politics. Henk Schulte Nordholt. 2006
- 172. Shallow Waters, Rising Tide. Gerrit J. Knaap. 1996
- 173. Japan, Indonesia and the War: Myths and Realities. Peter Post. 1997
- 174. In the Shadow of Migration: Rural Women and Their Households in North Tapanuli Indonesia. Janet Rodenburg. 1997
- 176. Cultural Dynamics of Religious Change in Oceania. Ton Otto. 1997
- 177. Beneath the Volcano: Religion, Cosmology and Spirit Classification Among the Nage of Eastern Indonesia. Gregory L. Forth. 1998
- 178. Paper Landscapes: Explorations in the Environmental History of Indonesia. Peter Boomgaard. 1998
- 179. Leadership and Social Mobility in a Southeast Asian Society: Minahasa 1677–1983.M.J.C. Schouten. 1998
- 180. Kayan Religion: Ritual Life and Religious Reform in Central Borneo. Jerome Rousseau. 1998
- 181. Beyond the Realm of Senses: The Balinese Ritual of Kekawin Composition.  Raechelle Rubinstein. 2000
- 182. A Quest for Justice: The Millenary Aspirations of a Contemporary Javanese Wali. Raharjo Suwandi. 2000
- 183. A Demographic History of the Indonesian Archipelago. Hans Gooszen. 1999
- 184. Dependence on Green Gold: A Socio Economic History of the Indonesian Coconut Island Selayar. Christiaan Heersink. 1999
- 185. Grandchildren of the Ga'e Ancestors: Social Organization and Cosmology among the Hoga Sara of Flores. Andrea Katalin Molnar. 2000
- 186. A Country in Despair: Indonesia Between 1997 and 2000. Van Dijk. 2001
- 187. Jakarta Batavia: Esai Sosio Kultural. Kees Grijns. 2001
- 188. Kuasa dan Usaha di Masyarakat Sulawesi Selatan. Roger Tol. 2000
- 189. Forests of Fortune?: The Environmental History of Southeast Borneo, 1600–1880. Han Knapen. 2001
- 190. Extremes in the Archipelago: Trade and Economic Development in the Outer Islands of Indonesia, 1900–1942. L J Touwen. 2001
- 191. The Leiden Legacy: Concepts of Law in Indonesia. Peter Burns. 2004
- 192. Soekarno: Founding father of Indonesia, 1901–1945. Bob Hering. 2002
- 193. Pura Besakih: Temple, Religion and Society in Bali. David J. Stuart-Fox. 2002
- 194. Roots of Violence in Indonesia: Contemporary Violence in Historical Perspective. Freek Colombijn. 2002
- 195. Masa Cerah dan Masa Suram di Pedesaan Jawa. Jan Breman. 2002
- 196. Catholics in Indonesia 1808–1900 A Documented History. Karel A. Steenbrink. 2003
- 197. De Verenigde Oostindische Compagnie tussen oorlog en diplomatie. Gerrit Knaap und Ger Teitler (red.). 2002
- 198. The House of Our Ancestors: Precedence and Dualism in Highland Balinese Society. Thomas Reuter. 2002
- 199. 5 Penggerak Bangsa yang Terlupa. Gerry van Klinken. 2003
- 200. Muddied Waters: Historical and Contemporary Perspectives on Management of Forests and Fisheries in Island Southeast Asia. Peter Boomgaard. 2006
- 201. Fertility, Food and Fever: Population, Economy and Environment in North and Central Sulawesi, 1600–1930. David Henley. 2003
- 202. Sastra Indonesia Modern: Kritik Postkolonial. Keith Foulcher. 2002
- 203. Paths of Origin, Gates of Life: A Study of Place and Precedence in Southwest Timor. Andrew McWilliam. 2002
- 204. Two is Enough: Family Planning in Indonesia under the New Order 1968 1998. Anke Niehof. 2003
- 205. Iban ritual textiles. Traude Gavin. 2004
- 206. The collapse of a colonial society; The Dutch in Indonesia during the Second

World War. L. de Jong. 2002
- 207. Indonesian Houses: Tradition and Transformation in Vernacular Architecture.  Reimar Schefold. 2004
- 208. The Indonesian Revolution and the Singapore Connection, 1945–1949. Yong Mun Cheong. 2003
- 209. Framing Indonesian Realities: Essays in Symbolic Anthropology in Honour of Reimar Schefold. Peter J.M. Nas. 2003
- 210. Multiple Centres of Authority: Society and Environment in Siak and Eastern Sumatra, 1674–1827. Timothy P. Barnard. 2003
- 211. Leti, a Language of Southwest Maluku. Aone van Engelenhoven. 2004
- 212. Kruidnagelen en christenen: de VOC en de bevolking van Ambon, 1656–1696. Gerrit J. Knaap. 2004
- 213. Identity and Development: Tongan Culture, Agriculture, and the Perenniality of the Gift. Paul van der Grijp. 2004
- 214. The Heritage of Traditional Malay Literature: A Historical Survey of Genres, Writings, And Literary Views. Vladimir I. Braginsky. 2005
- 215. We Are Playing Relatives: A Survey of Malay Writing. Hendrik M.J. Maier. 2004
- 216. Ekspresi Lokal dalam Fenomena Global: Safari Budaya dan Migransi. Edwin Jurriens. 2004
- 217. Journeys of Desire: A Study of the Balinese Text Malat. Adrian Vickers. 2005
- 218. Smallholders and Stockbreeders: Histories of Foodcrop and Livestock Farming in Southeast Asia. Peter Boomgaard. 2004
- 219 One Head, Many Faces: New Perspectives on the Bird's Head Peninsula of New Guinea. G. Reesink. 2004
- 220 Constituting Unity and Difference: Vernacular Architecture in a Minangkabau Village. Marcel Vellinga. 2004
- 221. Juggling Money: Financial Self-Help Organizations and Social Security in Yogyakarta. Hotze Lont. 2005
- 222. Deadly Dances in the Bornean Rainforest: Hunting Knowledge of the Penan Benalui. Rajindra K. Puri. 2006
- 223. Hof en Handel: Aziatische vorsten en de VOC 1620–1720. Elsbeth Locher-Scholten. 2004
- 224. Monsoon Traders: Ships, Skippers And Commodities in Eighteenth-century Makassar. Gerrit J. Knaap. 2004
- 225. Print, Poetics, and Politics: A Sumatran Epic in the Colonial Indies and New Order Indonesia. Susan Rodgers. 2005
- 226. King of the Waters: Homan Van Der Heide and the Origin of Modern Irrigation in Siam. Han Ten Brummelhuis. 2005
- 227. Shifting Images of Identity in the Pacific. Toon van Meijl. 2004
- 228. The Lion and the Gadfly: Dutch Colonialism and the Spirit of E.F.E. Douwes Dekker. Paul W. van der Veur. 2007
- 229. Kuasa Berkat dari Belantara dan Langit: Struktur Transformasi Agama Orang Toraja di Mamasa, Sulawesi Barat. Kees Buijs. 2006
- 231. Histories of the Borneo Environment: Economic, Political and Social Dimensions of Change and Continuity. Reed L. Wadley. 2005
- 232. Orang-orang Katolik di Indonesia 1808–1942 – Sebuah Profil Sejarah Jilid 2: Pertumbuhan yang Spektakuler dari Sebuah Minoritas yang Percaya Diri 1903–1942. Karel A. Steenbrink. 2006
- 233. Penan Histories: Contentious Narratives in Upriver Sarawak. Tim Bending. 2006
- 234. A Life-Long Passion: P.J. Veth (1814–1895) and the Dutch East Indies. Paul van der Velde. 2006
- 235 The Voice of the Law in Transition: Indonesian Jurists and Their Languages, 1915–2000. A. Massier. 2008
- 236. Of Self and Injustice: Autobiography and Repression in Modern Indonesia. C.W. Watson
- 237. Listening to an Earlier Java: Aesthetics, Gender, and the Music of Wayang in Central Java. Sarah Weiss. 2007
- 238. Renegotiating Boundaries: Local Politics in post-Soeharto Indonesia. Henk Schulte Nordholt. 2007
- 239. Het Geheim Van Paleis Kneuterdijk: de Wekelijkse Gesprekken Van Koning Willem II Met Zijn Minister J.C. Baud Over Het Koloniale Beleid En de ... Wouter Hugenholtz. 2008
- 240. A World of Water: Rain, Rivers and Seas in Southeast Asian Histories. Peter Boomgaard. 2007
- 241. Restoring the Balance: Performing Healing in West Papua. Ien Courtens. 2008
- 242. Watching Si Doel: Television, Language and Identity in Contemporary Indonesia. Klarijn Loven. 2008
- 243. Van Batavia Naar Weltevreden: Het Bataviaasch Genootschap Van Kunsten En Wetenschappen, 1778–1867. Hans Groot
- 244. Beyond Empire And Nation: Decolonizing Societies In Africa And Asia, 1930s-1970s. Remco Raben. 2013
- 245. Bridges to New Business: The Economic Decolonization of Indonesia. Thomas J. Lindblad. 2008
- 246. Under Construction: The Politics of Urban Space and Housing during the Decolonization of Indonesia, 1930 1960. Freek Colombijn. 2010
- 247. The Ramayaṇa in the Literature and Visual Arts of Indonesia. Andrea Acri. 2011
- 248. Srikandhi Dances Lènggèr: A Performance of Music and Shadow Theater in Central Java. René T.A. Lysloff. 2009
- 250. Verguisd en vergeten: Tan Malaka, de linkse beweging en de Indonesische Revolutie, 1945–1949. Harry A. Poeze. 2007
- 251. Indonesian Houses: Volume 2: Survey of Vernacular Architecture in Western Indonesia. Reimar Schefold. 2008
- 252. Jaranan: The Horse Dance and Trance in East Java. Victoria M. Clara van Groenendael. 2008
- 253. Paths and Rivers: Sa'dan Toraja Society in Transformation. Rosana Waterson. 2009
- 254. The Netherlands Indies and the Great War, 1914–1918. Kees van Dijk. 2007
- 255 Lost in Mall: An Ethnography of Middle-Class Jakarta in the 1990s. Lizzy van Leeuwen. 2011
- 256. Linking Destinies: Trade, Towns and Kin in Asian History. Peter Boomgaard. 2008
- 257. The Stranger Kings of Sikka. E. Douglas Lewis. 2008
- 258. Gender, Ritual And Social Formation In West Papua: A Configurational Analysis Comparing Kamoro And Asmat. Jan Pouwer. 2010
- 259. Environmental Dispute Resolution in Indonesia. David Nicholson. 2010
- 260. Uma Politics: An Ethnography of Democratization in West Sumba, Indonesia, 1986–2006. Jacqueline A.C. Vel. 2008
- 261. The Lands West of the Lakes: A History of the Ajattappareng Kingdoms of South Sulawesi, 1200 to 1600 CE. Stephen C. Druce. 2009
- 262. Splashed by the Saint: Ritual Reading and Islamic Sanctity in West Java. Julian Millie. 2009
- 263. The Politics of Redress: War Damage Compensation and Restitution in Indonesia and in the Philippines, 1940–1957. Peter Keppy. 2006
- 264. From Monologue to Dialogue: Radio and Reform in Indonesia. Edwin Jurriens. 2009
- 266. De garoeda en de ooievaar: Indonesië van kolonie tot nationale staat. Herman Burgers. 2010
- 267. Indonesian Economic Decolonization in Indonesia in Regional and International Perspective. J. Thomas Lindblad. 2009
- 268. Memetakan Masa Lalu Aceh. R. Michael Feener. 2011
- 269. The State and Illegality in Indonesia. Edward Aspinall. 2011
- 270. Images of the Tropics: Environment and Visual Culture in Colonial Indonesia. Susie Protschky. 2011
- 271. Literary Mirror: Balinese Reflections on Modernity and Identity in the Twentieth Century. I Nyoman Darma Putra. 2011
- 272. Cleanliness and Culture: Indonesian Histories. Kees van Dijk. 2011
- 273. Lords of the Land, Lords of the Sea: Conflict and Adaptation in Early Colonial Timor, 1600–1800. Hans Hägerdal. 2011
- 274. Ahli Waris Budaya Dunia: Menjadi Indonesia 1950–1965. Jennifer Lindsay. 2011
- 275. At the Edges of States: Dynamics of State Formation in the Indonesian Borderlands. Michael Eilenberg. 2011
- 276. Healers on the Colonial Market: Native Doctors and Midwives in the Dutch East Indies. Liesbeth Hesselink. 2009
- 277. Contemporary Indonesian Film: Spirits of Reform and Ghosts from the Past. Katinka Van Heeren. 2012
- 278. Regime Change and Ethnic Politics in Indonesia: Dayak Politics of West Kalimantan. Taufiq Tanasaldy. 2014
- 279. Dairi Stories and Pakpak Storytelling. Clara Brakel. 2012
- 280. Menelusuri Figur Bertopi dalam Relief Candi Zaman Majapahit: Pandangan Baru terhadap Fungsi Religius Candi-candi Periode Jawa Timur Abad ke-14 dan ke 15. Lydia Kieven. 2012
- 281. Musical Worlds of Yogyakarta. Max M. Richter. 2012
- 282. Islam and the Making of the Nation: Kartosuwiryo and Political Islam in Twentieth-Century Indonesia. Chiara Formichi. 2012
- 283. Nuaulu Religious Practices: The Frequency and Reproduction of Rituals in Moluccan Society. Roy F. Ellen. 2012
- 284. Making a Living between Crises and Ceremonies in Tana Toraja. Edwin de Jong. 2013
- 285. Poso: Sejarah Komprehensif Kekerasan Antar Agama Terpanjang di Indonesia Pasca Reformasi. Dave McRae. 2012
- 286. Commodities and Colonialism: The Story of Big Sugar in Indonesia, 1880–1942. G. Roger Knight. 2013
- 287. Culture, Power, and Authoritarianism in the Indonesian State: Cultural Policy Across the Twentieth Century to the Reform Era. Tod Jones. 2013
- 288. Recollecting Resonances: Indonesian-Dutch Musical Encounters. Bart Barendregt. 2013
- 289. Dutch Scholarship in the Age of Empire and Beyond: KITLV – The Royal Netherlands Institute of Southeast Asian and Caribbean Studies, 1851–2011. Maarten Kuitenbrouwer. 2013
- 290. Sonic Modernities in the Malay World: A History of Popular Music, Social Distinction and Novel Lifestyles. Bart Barendregt. 2013
- 291. Dutch Commerce and Chinese Merchants in Java: Colonial Relationships in Trade and Finance, 1800–1942. Alexander Claver. 2014
- 292. In Search of Middle Indonesia: Kelas Menengah di Kota-Kota Menengah.  Gerry van Klinken. 2014
- 293. The Making of Middle Indonesia: Middle Classes in Kupang Town, 1930s–1980s. Gerry van Klinken. 2014
- 294. Religion and Architecture in Premodern Indonesia: Studies in Spatial Anthropology. Gaudenz Domenig. 2014
- 295. Cars, Conduits, and Kampongs: The Modernization of the Indonesian City, 1920–1960. Freek Colombijn. 2014
- 296. Forgotten People: Poverty, Risk and Social Security in Indonesia: The Case of the Madurese. Gerben Nooteboom. 2014
- 297. Performing Contemporary Indonesia: Celebrating Identity, Constructing Community. Barbara Hatley. 2015
- 298. Catholics in Independent Indonesia: 1945–2010. Karel A. Steenbrink. 2015
- 299. Martial Arts and the Body Politic in Indonesia. Lee Wilson
- 300. Environment, Trade and Society in Southeast Asia: A Longue Durée Perspective. David Henley
- 301 The Turkic-Turkish Theme in Traditional Malay Literature: Imagining the Other to Empower the Self. Vladimir I. Braginsky. 2015
- 302. Youth Identities and Social Transformations in Modern Indonesia. Kathryn May Robinson. 2015
- 303. Gender Relations in an Indonesian Society: Bugis Practices of Sexuality and Marriage. Nurul Ilmi Idrus
- 304. Storytelling in Bali. Hildred Geertz
- 305. Bali in the Early Nineteenth Century: The Ethnographic Accounts of Pierre Dubois. Helen M. Creese
- 306. Ghost Movies in Southeast Asia and Beyond: Narratives, Cultural Contexts, Audiences (Southeast Asia Mediated). Andrea Lauser
- 307. Indonesia's Overseas Labour Migration Programme, 1969–2010. Wayne Palmer. 2016
- 308. Agama Pribadi dan Magi di Mamasa, Sulawesi Barat. Kees Buijs. 2016
- 309. Christianity, Colonization, and Gender Relations in North Sumatra: A Patrilineal Society in Flux. Sita van Bemmelen
- 310. Modern Times in Southeast Asia, 1920s-1970s. Susie Protschky, Tom Van Den Berge (Hrsg.) 2018
- 311. Conflict, Identity, and State Formation in East Timor 2000–2017. James Scambary
- 312. Authoritarian Modernization in Indonesia's Early Independence Period. Farabi Fakih. 2020
- 313. Music of the Baduy People of Western Java: Singing Is a Medicine. Wim  Wim Van Zanten. 2020
- 314. Change and Identity in the Music Cultures of Lombok, Indonesia. David D. Harnish. 2021